# تايلر ديكرسون
تايلر ديكرسون (بالإنجليزية: Tyler Dickerson)‏ هو مغني وكاتب أغاني أمريكي، ولد في 1993 في هاتيسبورغ في الولايات المتحدة.

## وصلات خارجية
- تايلر ديكرسون على موقع IMDb (الإنجليزية)
- تايلر ديكرسون على موقع ميوزك برينز (الإنجليزية)